# Pla de Raïmat
Pla de Raïmat (ortografia tradicional) (o Pla de Raimat) és una partida de Lleida.
Envolta, conjuntament amb La Clamor, a l'Entitat de població de Raimat, a qui dona nom.
És un territori eminentment agrícola, amb cultius de vinya (forma part de la Denominació d'Origen Costers del Segre) i cereal sobretot.
Limita:
- Al nord amb el terme municipal de Torrefarrera i d'Alguaire.
- A l'est amb la partida de La Clamor i l'Entitat de població de Raimat.
- Al sud amb el terme municipal de Gimenells i el Pla de la Font.
- A l'oest amb la partida de Pla de Sucs.